# 横内昭光
横内 昭光（よこうち あきみつ、1944年3月 - ）は、元警察官。警視庁捜査1課管理官として定年を迎えた2004年、東京慈恵会医科大学（慈恵医大）青戸病院（現在の慈恵医大葛飾医療センター）に招聘され、病院内でおこるトラブルに対処する「院内警察」の第1号になった。

## 経歴
北海道白糠郡白糠町出身。1960年中学校を卒業後しばらく釧路炭田に属する本岐炭鉱の臨時職員として働いた。その後高校を卒業し、警視庁の警察官採用試験を受けて採用された。板橋警察署刑事課長・新宿警察署刑事第一課長などを経て、本庁捜査一課管理官(殺人捜査担当)を2年間務め、2004年3月に定年退職したが、警察人生41年間のうち36年間は刑事であった。担当した事件には正寿ちゃん誘拐殺人事件（1969年）、日本航空123便墜落事故（1985年）、マニラ保険金殺人事件（1986年）、東京・埼玉連続幼女誘拐殺人事件（1988年）、オウム真理教事件（1980年代〜1990年代）、警察庁長官狙撃事件（1995年）、歌舞伎町ビル火災（2001年）、新宿駅東口人質事件（2001年）などがある。
慈恵医大青戸病院では2002年11月に医療過誤事件が起きた（慈恵医大青戸病院事件）。前立腺がんに対する腹腔鏡下手術を受けた60歳代の患者が術中の大量出血がもとで死亡した事件である。手術にかかわった医師らは起訴され執行猶予付きの有罪判決を受けた。この事件以来看護師たちは患者から「人体実験」「人殺し病院」といった暴言、ときには暴力を受けるようになり、心を病んで退職する者もいた。病院は医療の安全を確保し事故の再発防止に取り組むだけではなく、患者からのハラスメントから職員を守らなければならなかった。そこで警視庁刑事部捜査1課を退官間近であった横内に白羽の矢が立った。
2004年4月、同院の総務部「渉外室」のひとり室長として横内の「警察OB」としてのキャリアが始まった。1年間は仕事がなかった。2005年に職員向けに行なった講演会で「困ったときは助けを呼びなさい。暴力を受けたら迷わず110番しなさい。」と呼びかけてから看護師たちの意識が変わった。医師も警備員も守ってくれない、耐えるしかないと思い込んでいた看護師たちが頻繁に渉外室を訪ねてくるようになったのである。いつしか渉外室は「院内交番」「院内警察」とよばれるようになった。
2010年、渉外室室長を退職し顧問となったが、それまでに全国の医療機関を回り、350回の講演を行った。患者による暴言・暴力・迷惑行為は全国で日常的に発生しており、医師、看護師、その他の医療従事者、事務職員に向けて、院内暴力の実態や対処法を説いた。横内の講演を聞いた病院は警察からOBを招聘した。
2024年現在、慈恵医大の渉外室は数名の警察官OBをかかえて5つの附属病院で起きる患者からの悪質なクレームや暴力へ対応するとともに、医療従事者や事務職員からの相談に乗っている。

## 論文
- 「職員の安全を守るために　警察OBとしての役割と今後に向けて」『看護管理』22巻8号、医学書院、2012年7月20日、Pp.652-655、DOI https://doi.org/10.11477/mf.1686102506
- 「院内交番奮戦記-クレーム対応あれこれ-」『専門図書館  (Bulletin of the Japan Special Libraries Association) 』258号、専門図書館協議会、2013年3月25日、Pp.35-41
- 「病院の安心安全は,病院長の責任-元警察官が取扱った事例から思うこと-」『病院設備 2008』50巻3号、専門図書館協議会、2008年5月、283号
- 「患者の暴言・暴力 その実態と対処 病院渉外担当者の立場から 患者と職員のための院内暴力対処」『看護 2008』60巻12号、専門図書館協議会、2008年10月1日、Pp.42-45

## DVD
- 『院内暴力にどう対処すべきか』（出演：小川 忍、 横内 昭光 ）（2008年7月12日、株式会社新社会システム総合研究所）ASIN : B007PYIP1K

## テレビ番組
- 2024年1月12日から3月22日まで、フジテレビ系「金曜9時枠の連続ドラマ」枠で放送された『院内警察』（主演は桐谷健太）において院内交番室長、横堀仁一（演、市村正親）のモデルである。エンドロールには「取材協力」として横内の名前がある。